# 樹林頭夜市
24°49′14″N 120°57′41″E / 24.820574°N 120.961442°E樹林頭觀光夜市，英語Shulintou Night Market，位於臺灣新竹市北區東大路二段、鐵道路二段路口（樹林頭地區），為流動型夜市，平時做為收費停車場。開幕至今攤位數最高達430個，是新竹市最大流動夜市，新竹地區第二大流動夜市（僅次於竹北夜市）。

## 歷史
2013年7月31日開幕，開幕時只設置週三場，2014年6月30日起增設週一場，但週一場規模小、生意較差，所以自2017年8月13日起週一場取消改為週日場。2018年初，因營運公司乾良興業捲款潛逃，市府將收回土地，於2月14日暫時歇業，市府進行重新招標，於同年2月28日起由攤販暫時繼續營業，10月3日正式由新營運單位重新開幕，並改為週三及週五營業。2021年5月14日起因疫情三級警戒暫停營業，後改為疫苗施打站後長期未恢復營運，爾後新任新竹市政府計劃復業，於2023年10月25日起試營運，11月1日正式開幕。

## 交通

### 公車
搭乘新竹市公車藍15區、藍線至郵局或樹林頭站，55路免費公車至郵局站。

### 開車
由 台68線快速道路東大出口下，右轉東大路二段（ 縣道122號）。

### 公共自行車
新竹市公共自行車租賃系統樹林頭公園